# Канкуайот
Канкуайот (в некоторых диалектах — канкойот), (фр. Cancoillotte или фр. Cancoyotte) — жидкий французский сыр, производимый главным образом во Франш-Конте, но также в Лотарингии и Люксембурге, где его также называют Kachkéis. Сыр очень распространён в традиционных блюдах Франш-Конте; его едят в течение всего года.

## История
Точных сведений о происхождении этого сыра нет. По одним источникам, возраст канкуайота может насчитывать несколько тысячелетий; другие относят его возникновение к Средним векам или даже к XVI веку. Название засвидетельствовано с XIX века и происходит от caillot (caillotte), что означает «сгусток» (имеется в виду створожившаяся масса молока).

## Изготовление
Канкуайот делают из меттона — сыра, изготовленного из снятого молока и измельчённого. Зёрна меттона смешивают с небольшим количеством воды или молока, добавляют масло и соль и нагревают на слабом огне. Едят холодным или горячим, намазывая на хлеб, либо подают с овощами или мясом. В Люксембурге Kachkéis намазывают на открытый сандвич вместе с горчицей.
В продажу канкуайот поступает уже расплавленным, в упаковках около 200 граммов. В недавнее время появились коммерческие варианты с вином, тмином и другими добавками; иногда также добавляется чеснок.
Канкуайот, произведённый из расплавленного меттона с добавлением воды, практически не содержит жира и низкокалориен (при этом имеет высокое содержание кальция). Коммерческие варианты более жирные и калорийные, так как в них добавляется масло, чтобы сделать сыр мягче и слаще, а также консерванты, чтобы увеличить срок хранения сыра. Кроме того, канкуайот, сделанный из расплавленного меттона, и канкуайот в коммерческом варианте различаются по текстуре. Расплавленный меттон очень липкий.